# Trigon-film
Trigon-film est une fondation suisse créée en 1988 avec pour objectif la distribution de films de qualité d’Afrique, d’Amérique latine, d’Asie et de l’Europe de l'Est. Trigon-film bénéficie du label de qualité ZEWO.

## Historique
Une association a d'abord vu le jour en 1986, à l'initiative du journaliste Bruno Jaeggi. La fondation a suivi en 1988. Dès cette année-là, Trigon-Film entreprend une collaboration avec le Festival international de films de Fribourg (FIFF) qui sert de plateforme pour la promotion de ses films.
On trouve dans le comité de fondation des personnalités telles que les politiciennes Annemarie Huber-Hotz et Ruth Dreifuss, ainsi que le sociologue et écrivain Urs Jaeggi. Le directeur de la fondation est, en 2010, Walter Ruggle.
En 2018, le label de qualité ZEWO a été attribué à Trigon-Film, qui est la première association socioculturelle à le recevoir. Ce label suisse garantit l'utilisation ciblée, économique et efficace des dons.

## Fonctionnement
Les recettes commerciales assurent 60 % du budget. Le reste est assuré par les cotisations des membres, un soutien de la Confédération via la Direction du développement et de la coopération (DDC), et une subvention de la Loterie romande.

## Activité de distributeur
En 2010, ce sont pas moins de 300 films qui ont été distribués par Trigon-film.
Par exemple : Le Collier perdu de la colombe de Nacer Khémir (Tunisie, 1991), El viaje de Fernando Solanas (Argentine, 1991), Le Maître de marionnettes de Hou Hsiao-hsien (Taïwan, 1993), Pequeños milagros de Eliseo Subiela (Argentine, 1997), En attendant le bonheur de Abderrahmane Sissako (Mauritanie, 2002), ou encore Yi Yi de Edward Yang (Taïwan, 2000).

## Activité d'éditeur
En 2010, plus de 150 DVD ont été produits par Trigon-film, ainsi que plusieurs livres. Par ailleurs un bulletin mensuel est publié. Du matériel d'accompagnement permet de mieux comprendre les films : dossiers, cartes, matériel pédagogique pour les écoles. Finalement, un choix d'affiches reprenant les plus belles images des films sont en vente.

## Sources
- « Trigon-Film, distributeur à part », article dans Le Courrier du 15 mai 2010.